# Llámalo amor
Llámalo amor (en hangul, 사랑이라 말해요; romanización revisada del coreano: Sarang-ira Malhaeyo) es una serie de televisión web surcoreana dirigida por Lee Kwang-young y protagonizada por Lee Sung-kyung y Kim Young-kwang. Se estrenó el 22 de febrero de 2023 en la plataforma de contenidos audiovisuales Disney+, en Latinoamérica se estrenó en su plataforma también perteneciente de Disney, Star+.

## Sinopsis
Tras la muerte de su padre trece años después de que hubiera abandonado a la familia, Woo-joo descubre que tenía una segunda mujer (Hee-ja). Durante el funeral se entera de que esta ha vendido la casa familiar, por lo que se queda sin su propio hogar. Desde ese momento planea su venganza y para ello se acerca deliberadamente a Dong-jin, el solitario y gentil hijo de aquella, pues Hee-ja había invertido el dinero de la venta de la casa en la empresa del hijo. Woo-joo logra entrar en esta, contratada como asistente de oficina. Pero a medida que lo conoce se va enamorando de él y el plan de venganza se complica.

## Reparto

### Principal
- Lee Sung-kyung como Shim Woo-joo. Herida por un asunto familiar, jura vengarse de Han Dong-jin. Sin embargo, cuando lo conoce profundamente, en lugar de venganza, surgen otras emociones y se siente confundida.[6]
- Kim Young-kwang como Han Dong-jin, codirector de Best Fairs, una empresa de organización de ferias.[7][8]
- Sung Joon como Yoon-jun, un farmacéutico que es el mejor amigo de Woo-joo, con quien comparte todos sus secretos.[9]
- Ahn Hee-yeon (Hani) como Kang Min-yeong, la exnovia de Dong-jin, que ha regresado a Corea y quisiera retomar la relación.[10][11]
- Kim Ye-won como Shim Hye-seong, la hermana mayor de Woo-joo, trabaja en un banco.[12]

### Secundario
- Nam Ki-ae como Ma Hee-ja, la segunda mujer del padre de Woo-joo, es además la madre de Dong-jin.[13]
- Jun Suk-ho como Choi Seon-woo, codirector de Best Fairs y amigo de Dong-jin.
- Choi Jung-woo como Yoon Dae-hong, el tío de Dong-jin.
- Seo Dong-won como Cha Young-min, gerente del equipo de ventas en Best Fairs.[14]
- Jin So-yeon como Baek Soo-hee, jefa del equipo de planificación de Best Fairs.
- Park Jin-ah como Hyun Ji-hyung, empleada de banco y compañera de trabajo de Shim Hye-seong.[15]
- Shin Mun-seong como el director Shin, antiguo jefe y ahora rival de Dong-jin.[16]
- Yeon Je-hyung como Kang-gun, subalterno de Han Dong-jin.[17][18]
- Park Jin-a como Hyun Ji-hyung.
- Jang Sung-bum como Shim Ji-gu, el hermano menor de Woo-joo.
- Lee Jun-hyeok como Kang Nam-il, el hombre que ahora convive con Ma Hee-ja y amenaza a los hermanos para que se muden de la casa vendida.
- Sung Ryung como Kim Yoo-ri.[19]
- Lee Ha-young como Hong Na-rae.
- Han Seung-woo como Heo Min-cheol.

#### Apariciones especiales
- Park Ha-sun.
- Ahn Nae-sang como Shim Cheol-min, el padre biológico de Woo-joo, que abandonó a la familia trece años antes y se convirtió en el padrastro de Dong-jin.[16]
- Ko Kyu-pil como empleado del mercado.
- Yoon Bok-in como la madre de Yoon-jun.
- Kim Jong-goo como el padre de Yoon-jun.

## Producción
La directora Lee Kwang-young lo fue también de la serie de Kakao TV No, Thank You (2020-2021). Las empresas productoras son Arc Media y Studio Santa Claus.
La serie se presentó en conferencia de prensa en Marina Bay Sands (Singapur) el 1 de diciembre de 2022, a la que asistieron la directora y los dos protagonistas. El 13 de enero de 2023 se publicaron las primeras imágenes fijas de la serie y se confirmó el día del estreno. El 8 de febrero se lanzó el tráiler principal. El 21 de febrero se celebró una nueva conferencia de prensa, ya en Corea, para presentar la serie, a la que asistieron los actores Kim Ye-won, Sung Joon, Lee Sung-kyung, Kim Young-kwang, Ahn Hee-yeon y la directora Lee Kwang-young.